# Rugby sevens nos Jogos Pan-Americanos de 2023 - Masculino
O torneio masculino de rugby sevens nos Jogos Pan-Americanos de 2023 foi disputado em 3 e 4 de novembro, no Estádio Municipal de La Pintana.

## Qualificação
| Evento                           | Data              | Local            | Vagas | Classificados           |
| -------------------------------- | ----------------- | ---------------- | ----- | ----------------------- |
| País-sede                        | —                 | —                | 1     | Chile                   |
| Classificação automática         | —                 | —                | 2     | Canadá · Estados Unidos |
| Jogos Sul-Americanos de 2022     | 7–9 de outubro    | Assunção         | 2     | Argentina · Uruguai     |
| RAN Super Sevens de 2022         | 11–13 de novembro | Cidade do México | 2     | Jamaica · México        |
| Campeonato Sul-Americano de 2022 | 26–27 de novembro | São José         | 1     | Brasil                  |
| Total                            |                   |                  | 8     |                         |

## Medalhistas
|  | ARG Argentina |  | CHI Chile |  | CAN Canadá |
|  | Joaquín Pellandini Santiago Verafeld Germán Schulz Matteo Graziano Agustín Fraga Santiago Álvarez Alejo Lavayen Gastón Revol Matías Osadczuk Santiago Mare Luciano González Marcos Moneta |  | Clemente Armstrong Luca Strabucchi Gonzalo Lara Santiago Videla Manuel Bustamante Cristóbal Game Lucca Avelli Ernesto Tchimino Francisco Urroz Diego Warnken Nicolás Garafulic Tomás Salas |  | Elias Ergas Jacob Thiel Kalin Sager Phil Berna Ethan Hager Elias Hancock Thomas Isherwood Alexander Russell John Carson Lachlan Kratz Matthew McDougall-Percillier David Richard |

## Primeira fase

#### Grupo A
| Pos | Equipe    | Pts | J | V | E | D | PP  | PC  | SP  | Classificado |
| --- | --------- | --- | - | - | - | - | --- | --- | --- | ------------ |
| 1   | Argentina | 9   | 3 | 3 | 0 | 0 | 103 | 24  | +79 | Semifinais   |
| 2   | Chile     | 5   | 3 | 1 | 0 | 2 | 63  | 47  | +16 | Semifinais   |
| 3   | Uruguai   | 5   | 3 | 1 | 0 | 2 | 53  | 100 | −47 | 5º–8º lugar  |
| 4   | Jamaica   | 3   | 3 | 0 | 0 | 3 | 19  | 108 | −89 | 5º–8º lugar  |

| 3 de novembro de 2023 12:30                                                                                 |           |                                           |                                                           |
| Argentina                                                                                                   | 40 – 7    | Jamaica                                   | Estádio Municipal de La Pintana Árbitro: CHI Frank Méndez |
| Tries: Mare (2) 4', 7' Vera (2) 0', 2' Moneta 3' Graziano 6' Conv.: Mare (3/4) 5', 8', 1' Vera (2/2) 4', 7' | Relatório | Tries: Anderson 2' Conv.: Fraser (1/1) 2' | Estádio Municipal de La Pintana Árbitro: CHI Frank Méndez |

| 3 de novembro de 2023 12:55                 |           |                                                                                        |                                                                   |
| Uruguai                                     | 7 – 24    | Chile                                                                                  | Estádio Municipal de La Pintana Árbitro: CAN Talal-Azmat Chaudhry |
| Tries: Amaya 7' Conv.: Lijtenstein (1/1) 7' | Relatório | Tries: Bustamante 3' Lara 3' Videla 4' Conv.: Warnken (1/2) 4', 6' Strabucchi (1/2) 5' | Estádio Municipal de La Pintana Árbitro: CAN Talal-Azmat Chaudhry |

| 3 de novembro de 2023 17:30 |           | |                                                                 |
| Jamaica                     | 0 – 41    | Uruguai | Estádio Municipal de La Pintana Árbitro: ARG Gonzalo de Achaval |
|                             | Relatório | Tries: Amaya (2) 1', 4' Facciolo 3' Ardao 0' Arcos (2) 2', 6' Basso 7' Conv.: Álvarez (1/3) 3' Ardao (1/1) 0' Lijtenstein (1/3) 7' | Estádio Municipal de La Pintana Árbitro: ARG Gonzalo de Achaval |

| 3 de novembro de 2023 17:55                                                                  |           |                                                           |                                                                 |
| Argentina                                                                                    | 28 – 12   | Chile                                                     | Estádio Municipal de La Pintana Árbitro: URU Francisco González |
| Tries: Moneta 2' Mare (2) 4', 7' Lavayen 4' Conv.: Mare (3/3) 2', 7', 5' Pellandini (1/1) 5' | Relatório | Tries: Garafulic 0' Strabucchi 7' Conv.: Warnken (1/1) 1' | Estádio Municipal de La Pintana Árbitro: URU Francisco González |

| 3 de novembro de 2023 20:50                                                                                 |           |                    |                                                                   |
| Argentina                                                                                                   | 35 – 5    | Uruguai            | Estádio Municipal de La Pintana Árbitro: CAN Talal-Azmat Chaudhry |
| Tries: Osadczuk (2) 1', 3' Mare 6' González 4' Lavayen 5' Conv.: Mare (3/3) 2', 3', 6' Lavayen (2/2) 4', 6' | Relatório | Tries: Facciolo 7' | Estádio Municipal de La Pintana Árbitro: CAN Talal-Azmat Chaudhry |

| 3 de novembro de 2023 21:15                                                |           |                                                 |                                                          |
| Chile                                                                      | 27 – 12   | Jamaica                                         | Estádio Municipal de La Pintana Árbitro: BRA Cauã Santos |
| Tries: Game (2) 3', 3' Garafulic 5' Salas 6' Lara 5' Conv.: Salas (1/2) 5' | Relatório | Tries: Facey (2) 1', 7' Conv.: McNally (1/1) 7' | Estádio Municipal de La Pintana Árbitro: BRA Cauã Santos |

#### Grupo B
| Pos | Equipe         | Pts | J | V | E | D | PP | PC  | SP  | Classificado |
| --- | -------------- | --- | - | - | - | - | -- | --- | --- | ------------ |
| 1   | Estados Unidos | 9   | 3 | 3 | 0 | 0 | 84 | 17  | +67 | Semifinais   |
| 2   | Canadá         | 7   | 3 | 2 | 0 | 1 | 69 | 36  | +33 | Semifinais   |
| 3   | Brasil         | 5   | 3 | 1 | 0 | 2 | 46 | 39  | +7  | 5º–8º lugar  |
| 4   | México         | 3   | 3 | 0 | 0 | 3 | 12 | 109 | −97 | 5º–8º lugar  |

| 3 de novembro de 2023 11:40 |           |                                                            |                                                          |
| Estados Unidos | 48 – 7    | México                                                     | Estádio Municipal de La Pintana Árbitro: BRA Cauã Santos |
| Tries: Lacamp (2) 0', 0' Hardirct II (3) 3', 3', 2' Wendling 4' Williams (2) 3', 9' Conv.: Walsh (2/4) 2', 1', 2' Hardrict II (1/1) 3' Wendling 4' Lacamp (1/1) 3' | Relatório | Tries: Rodríguez Porras 3' Conv.: Rodríguez Ramos (1/1) 7' | Estádio Municipal de La Pintana Árbitro: BRA Cauã Santos |

| 3 de novembro de 2023 12:05                                  |           |                                                    |                                                                 |
| Canadá                                                       | 22 – 12   | Brasil                                             | Estádio Municipal de La Pintana Árbitro: URU Francisco González |
| Tries: Richard (3) 0', 2', 6' Hager 3' Conv.: Kratz (1/2) 1' | Relatório | Tries: Morais 5' Duque 1' Conv.: Da Silva (1/1) 1' | Estádio Municipal de La Pintana Árbitro: URU Francisco González |

| 3 de novembro de 2023 16:40                                 |           |                |                                                                   |
| Estados Unidos                                              | 17 – 5    | Brasil         | Estádio Municipal de La Pintana Árbitro: CAN Talal-Azmat Chaudhry |
| Tries: Wendling 6' Vi 1' Hardrict 3' Conv.: Lacamp (1/3) 1' | Relatório | Tries: Luna 4' | Estádio Municipal de La Pintana Árbitro: CAN Talal-Azmat Chaudhry |

| 3 de novembro de 2023 17:05                                                                                |           |                  |                                                          |
| Canadá | 42 – 5    | México           | Estádio Municipal de La Pintana Árbitro: BRA Cauã Santos |
| Tries: McDougall 3' Kratz (2) 8', 3' Richard (2) 2', 8' Thiel 4' Conv.: Kratz (6/6) 6', 9', 2', 3', 4', 8' | Relatório | Tries: Martín 6' | Estádio Municipal de La Pintana Árbitro: BRA Cauã Santos |

| 3 de novembro de 2023 20:00                                            |           |                     |                                                                 |
| Estados Unidos                                                         | 19 – 5    | Canadá              | Estádio Municipal de La Pintana Árbitro: ARG Gonzalo de Achaval |
| Tries: Vi (2) 1', 3' Wendling 6' Conv.: Lacamp (1/2) 1' Walsh (1/1) 3' | Relatório | Tries: McDougall 1' | Estádio Municipal de La Pintana Árbitro: ARG Gonzalo de Achaval |

| 3 de novembro de 2023 20:25                                                               |           |        |                                                                 |
| Brasil                                                                                    | 29 – 0    | México | Estádio Municipal de La Pintana Árbitro: URU Francisco González |
| Tries: Morais 3' Duque 5' Teixeira 2' Nascimento 4' Conv.: Duque (2/3) 3', 5' Da Silva 7' | Relatório |        | Estádio Municipal de La Pintana Árbitro: URU Francisco González |

## Fase final

### Classificação 5º–8º lugar
| 4 de novembro de 2023 10:50                              |           |                                                                                  |                                                                 |
| Jamaica                                                  | 14 – 27   | Brasil                                                                           | Estádio Municipal de La Pintana Árbitro: URU Francisco González |
| Tries: Rampton 3' Fraser 5' Conv.: Franklyn (2/2) 3', 6' | Relatório | Tries: Da Silva 2' Claudio 6' Nascimento (3) 1', 4', 7' Conv.: Tranquez (1/1) 7' | Estádio Municipal de La Pintana Árbitro: URU Francisco González |

| 4 de novembro de 2023 11:15                                                                                                 |           |                                                  |                                                          |
| Uruguai | 40 – 12   | México                                           | Estádio Municipal de La Pintana Árbitro: BRA Cauã Santos |
| Tries: Facciolo 0' Ardao 1' Grille (2) 4', 3' Viñals 7' Álvarez 6' Conv.: Lijtenstein (4/4) 0', 2', 4', 7' Álvarez (1/2) 3' | Relatório | Tries: Cole 3' Carmona 7' Conv.: Chávez (1/1) 7' | Estádio Municipal de La Pintana Árbitro: BRA Cauã Santos |

### Semifinais
| 4 de novembro de 2023 12:55       |           |                                                 |                                                                 |
| Chile                             | 15 – 12   | Estados Unidos                                  | Estádio Municipal de La Pintana Árbitro: ARG Gonzalo de Achaval |
| Tries: Warnken (2) 3', 5' Game 7' | Relatório | Tries: Santos 3' Bizer 7' Conv.: Walsh (1/2) 3' | Estádio Municipal de La Pintana Árbitro: ARG Gonzalo de Achaval |

| 4 de novembro de 2023 12:30                                       |           |                                         |                                                              |
| Argentina                                                         | 21 – 7    | Canadá                                  | Estádio Municipal de La Pintana Árbitro: USA Francisco Lopez |
| Tries: Lavayen 2' Fraga 2' Moneta 6' Conv.: Mare (3/3) 2', 2', 6' | Relatório | Tries: Russell 4' Conv.: Kratz (1/1) 4' | Estádio Municipal de La Pintana Árbitro: USA Francisco Lopez |

### Disputa pelo sétimo lugar
| 4 de novembro de 2023 15:50                                                                |           | |                                                            |
| México                                                                                     | 24 – 26   | Jamaica | Estádio Municipal de La Pintana Árbitro: PAR Adrián Bogado |
| Tries: Martínez-Elhore (2) 3', 6' Galindo 5' Falcón 3' Conv.: Rodríguez Ramos (2/4) 6', 4' | Relatório | Tries: Green 1' Facey 8' Anderson 0' McNally 5' Conv.: St. Claire (1/1) 2' Franklyn (1/1) 0' McNally (1/1) 5' | Estádio Municipal de La Pintana Árbitro: PAR Adrián Bogado |

### Disputa pelo quinto lugar
| 4 de novembro de 2023 16:15        |           |                                                         |                                                           |
| Uruguai                            | 15 – 14   | Brasil                                                  | Estádio Municipal de La Pintana Árbitro: CHI Frank Méndez |
| Tries: Grille 0' Basso 5' Amaya 6' | Relatório | Tries: Teixeira 3' Claudio 6' Conv.: Duque (2/2) 4', 6' | Estádio Municipal de La Pintana Árbitro: CHI Frank Méndez |

### Disputa pelo bronze
| 4 de novembro de 2023 17:10                                     |           |                                                           |                                                          |
| Canadá                                                          | 19 – 17   | Estados Unidos                                            | Estádio Municipal de La Pintana Árbitro: BRA Cauã Santos |
| Tries: Richard 3' Thier 1' Russell 3' Conv.: Kratz (2/3) 3', 3' | Relatório | Tries: Thomas 5' Williams 2' Vi 6' Conv.: Lacamp (1/3) 3' | Estádio Municipal de La Pintana Árbitro: BRA Cauã Santos |

### Disputa pelo ouro
| 4 de novembro de 2023 18:10                                           |           |                      |                                                                 |
| Argentina                                                             | 24 – 5    | Chile                | Estádio Municipal de La Pintana Árbitro: URU Francisco González |
| Tries: Lavayen (3) 1', 2', 6' Osadczuk 3' Conv.: Lavayen (2/3) 2', 6' | Relatório | Tries: Bustamante 0' | Estádio Municipal de La Pintana Árbitro: URU Francisco González |

## Classificação final

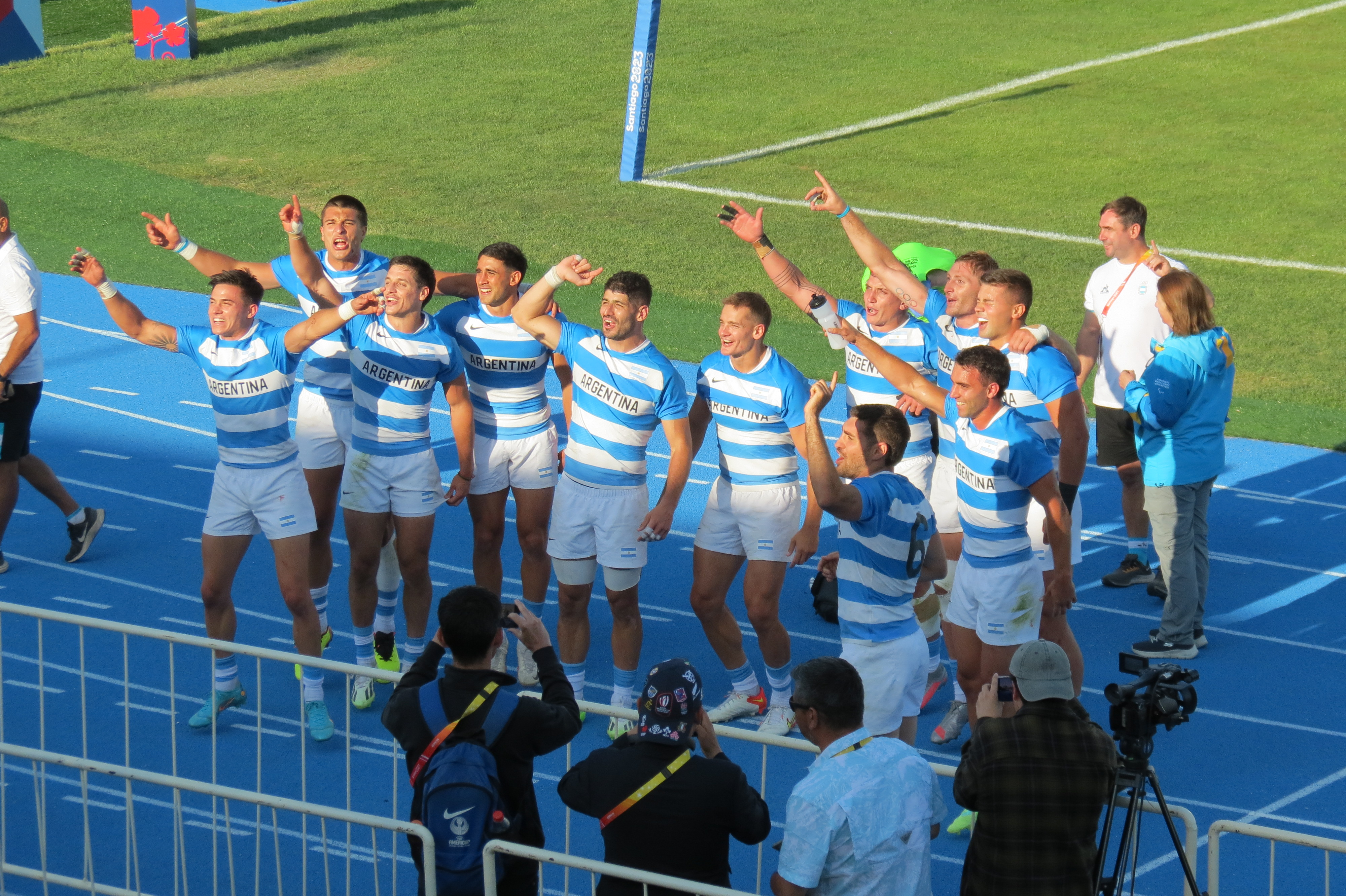
Argentinos comemorando a conquista da medalha de ouro

| Pos.              | Equipe         | Campanha | Campanha | Campanha |
| Pos.              | Equipe         | V        | D        |          |
| ----------------- | -------------- | -------- | -------- | -------- |
| Medalha de ouro   | Argentina      | 5        | 0        |          |
| Medalha de prata  | Chile          | 3        | 2        |          |
| Medalha de bronze | Canadá         | 3        | 2        |          |
| 4                 | Estados Unidos | 3        | 2        |          |
| 5                 | Uruguai        | 3        | 2        |          |
| 6                 | Brasil         | 2        | 3        |          |
| 7                 | Jamaica        | 1        | 4        |          |
| 8                 | México         | 0        | 5        |          |